# Механічні флотаційні машини

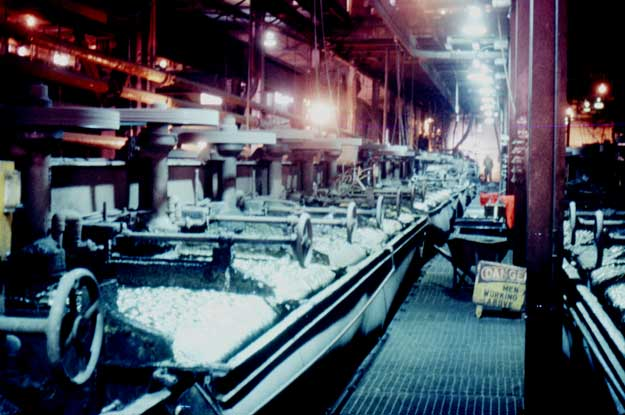
Флотаційний цех на збагачувальній фабриці.

Схема механічної флотаційної машини типу МФУ-12.
1 – флотаційна камера; 2 – блок-аератор; 3 – імпелер; 4 – статор; 5 – повітряний
патрубок; 6 – центральна труба; 7 – пінознімачі; 8 – жолоб пінного продукту.

Механічні флотаційні машини застосовуються для флотації пульп звичайної крупності (максимальна крупність до 1 мм при вмісті класу –0,074 мм не менш 50 %) у розвинутих схемах флотації, що вимагають регулювання рівня пульпи на малому числі камер. Вони забезпечують безнасосне повернення промпродуктів з попередньої операції у наступну. Машини механічного типу застосовуються на збагачувальних фабриках малої виробничої потужності при відсутності повітряного господарства, а також у перечисних операціях і циклах поділу колективних концентратів з відносно невеликими виходами. Механічні флотомашини є найбільш універсальними, тому вони використовуються для збагачення багатьох корисних копалин.

## Основні вітчизняні флотомашини та закордонні аналоги
Вітчизняні флотомашини серії ФМ випускаються з місткістю камер від 0,2 до 6,3 м3, а флотомашини типу МФУ випускаються з місткістю камер від 6,3 до 36 м3.
Американські аналоги цих механічних флотомашин - флотомашини «Денвер Суб-А» випускаються з місткістю камер від 3,3 до 11,3 м3, флотомашини типу «Фагергрін» - з місткістю камер від 0,3 до 28,3 м3. Зарубіжні флотаційні машини механічного типу відрізняються від флотомашин типу ФМ в основному конструкцією аератора.
Інші поширені закордонні аналоги:
- флотаційна машина типу «Мінемет» (Франція),
- флотаційна машина фірми «Гумбольдт» (Німеччина),
- флотаційна машина типу «Фагергрін» (США),
- флотаційна машина типу «Бут» (США),
- флотаційна машина типу «Вормен» (Австралія)